# Oneonta (Alabama)
Oneonta ist eine Stadt im Blount County in Alabama und dessen County Seat. Oneonta ist der Verwaltungssitz des Countys seit 1889, als dieser von Blountsville umzog. Das U.S. Census Bureau hat bei der Volkszählung 2020 eine Einwohnerzahl von 6.938 ermittelt. 

## Geschichte
Während des Zweiten Weltkrieges war außerhalb der Stadt ein Kriegsgefangenenlager aufgebaut.
Zwei Brücken im Ort sind im National Register of Historic Places (NRHP) eingetragen (Stand 3. Juli 2019), die Easley Covered Bridge und die Horton Mill Covered Bridge.

## Demografie
Bei der Volkszählung im Jahr 2000 hatte Oneonta 5576 Einwohner, 2177 Haushalte und 1419 Familien. Die Bevölkerungsdichte lag bei 140,3 Einwohnern/km2. 85,9 % (4788) der Einwohner sind Weiße, 7,4 % (413) Afro-Amerikaner, 13,2 % (738) Hispanics.
21,5 % der Einwohner von Oneonta sind unter 18 Jahre alt und 21,1 % 65 Jahre oder älter. Damit liegt Oneonta deutlich über dem US-amerikanischen Durchschnitt von 12,4 %. 47,4 % der Gesamtbevölkerung ist männlich, 52,3 % weiblich. Das Durchschnittseinkommen lag bei 28.620 US-Dollar. Unter der Armutsgrenze lebten 14,7 % der Bevölkerung.

## Bildung
In Oneonta gibt es zwei Schulen: Die Oneonta Elementary School (Klasse 1–6) und die Oneonta High School (7–12). Außerdem gibt es in der Stadt eine Bibliothek.